# Mexiko-Wassermaus
Die Mexiko-Wassermaus (Rheomys mexicanus) ist ein Nagetier in der Gattung der Mittelamerikanischen Wassermäuse, das im Süden Mexikos vorkommt.

## Merkmale
Das deutlichste Unterscheidungsmerkmal zu anderen Gattungsmitgliedern ist das bräunliche Fell im Gegensatz zum grauen Fell anderer Arten. Es besteht aus langen Haaren, die auf der Oberseite hellbraun bis orangebraun sind. Die dunkelsten Bereiche liegen am Hinterteil und die hellsten an den Schultern. Die Mexiko-Wassermaus hat helles gelbbraunes Fell auf der Unterseite mit Ausnahme der weißen Finger und Zehen. Am Schwanz gibt es eine deutliche Grenze zwischen der braunen Oberseite und der weißen Unterseite. Abweichend ist die Schwanzspitze auch oberseits weiß. Die Art erreicht eine Kopf-Rumpf-Länge von 105 bis 148 mm sowie eine Schwanzlänge von 131 bis 171 mm. Sie hat 32 bis 42 mm lange Hinterfüße und 6 bis 8 mm lange Ohren. Gewichtsangaben fehlen.

## Verbreitung
Die Mexiko-Wassermaus hat ein kleines Verbreitungsgebiet an den westlichen Hängen des Gebirges Sierra Madre del Sur im mexikanischen Bundesstaat Oaxaca. Sie kann im Flachland und in Bereichen bis 2200 Meter Höhe angetroffen werden. Als Habitat dienen Wolken- und Nebelwälder sowie in tieferen Bereichen andere Laub-, Misch- oder Nadelwälder.

## Lebensweise
Die Art ist an kleinere Wasserläufe gebunden und meidet große Flüsse. Weiterhin ist sie sehr empfindlich für Verunreinigungen. Einzelne Exemplare wurden in kleinen Teichen gesichtet. Die Mexiko-Wassermaus ist nachtaktiv und jagt wasserlebende Insekten sowie deren Larven. Gelegentlich werden Fischschuppen im Magen registriert und Tiere in Gefangenschaft fraßen kleine Fische. Das Weibchen, welches als Holotyp der Art gilt, war mit zwei Embryos trächtig.

## Bedrohung
Waldrodungen im Zusammenhang mit Landschaftsveränderungen und Verschmutzung von Bächen stellen die größten Bedrohungen für den Bestand dar. Bis 2018 war die Mexiko-Wassermaus nur von vier verschiedenen Fundstellen bekannt und es wird vermutet, dass das Verbreitungsgebiet nicht zusammenhängend ist. Die Größe des Gebietes wird auf 4250 km² geschätzt. Die IUCN listet die Art als stark gefährdet (Endangered).